# CIRCLE CYCLE
《CIRCLE CYCLE》（無限循環）為日本歌手柴崎幸於2011年5月18日發行之5th錄音室專輯（原創專輯）。

## 概要
- 初回限定盤附有DVD。

## 發行版本
- CD ONLY
- CD+DVD【初回限定盤】

## 曲目
1. wish
  - 花王 「ASIENSE」 電視廣告曲（本人演出）
2. 四次元世界（パラレルワールド・リーディング）
3. 無形的靈魂（無形スピリット）
  - TBS電視台連續劇《LADY|LADY～最後的犯罪檔案～》主題曲
4. 愛的圈圈（愛の輪）
5. Graspin' all of it
6. EUPHORIA
  - 富士電視台特別連續劇《草霉之夜》主題曲
7. 身旁
8. GENOMICHRONICLE （ゲノミクロニクル）
9. SAYONALOVE（サヨナラブ）
  - 電影《嘘つきみーくんと壊れたまーちゃん》主題曲
10. Focus
11. 小夜曲（アイネクライネ）
12. 口紅的傳言（ルージュの伝言）
  - 電影《嘘つきみーくんと壊れたまーちゃん》插入曲

荒井由実的翻唱曲。
13. 愛智慧（フィロソフィア）

### 初回限定盤DVD
1. EUPHORIA - music video -
2. 無形的靈魂 - music video -
3. EUPHORIA – studio live session -
4. 無形的靈魂 – studio live session -
5. wish – studio live session -
6. 無形的靈魂 – crossfade animation -